# Estación Unquillal
Unquillal es una estación ferroviaria ubicada en el departamento de Los Andes, provincia de Salta, Argentina.
Se ubica en la región de la Puna, en la Serranía El Macón, que resultó difícil de cruzar en ferrocarril. De esta estación hasta a Tolar Grande hay 11 km en línea recta, mientras que efectuando el faldeo de la serranía hay 55 km.

## Servicios
Se encuentra actualmente sin operaciones de pasajeros.
Sus vías corresponden al Ramal C14 del Ferrocarril General Belgrano por donde transitan formaciones de carga de la empresa estatal Trenes Argentinos Cargas.

## Toponimia
Su nombre en quechua significa paja de bañados o de ciénagas. También se lo llama unquillay.